# BitTorrent
BitTorrent ima dva značenja:
- to je naziv peer to peer protokola za dijeljenje i razmjenu datoteka. Svaka datoteka koja se želi dijeliti mora se indeksirati (datoteka se dijeli na jednake dijelove, od 16kB pa sve do 4MB, radi se SHA-1 checksum svih dijelova, i rezultirajuća datoteka se snima na poslužitelj torrent datoteka). Potom se osoba koja dijeli datoteku prijavljuje na tracker poslužitelj i tad je moguće da svi oni koji su našli torrent na indeks-poslužitelju počnu dijeliti datoteku, prvo od izvora, a poslije i međusobno.

## BitTorrent programi
Danas postoji mnoštvo BitTorrent aplikacija za razne operacijske sustave, najpoznatiji su:
- Azureus
- BitLord
- BitTornado
- BitTorrent (više o njemu pogledajte niže na ovoj stranici)
- eDonkey2000
- µTorrent

## BitTorrent klijent
- To je naziv programa pomoću kojega možemo dijeliti (bilo skidati bilo uploadati) sadržaje s interneta, poput filmova i glazbe. Postoji više vrsta indeks-torrent poslužitelja koji pružaju tu uslugu besplatno, bez registracije. Moguće ih je skinuti s interneta, s bilo koje stranice orijentirane na tu temu. Torrent inače znači mlaz ili bujica, u ovom slučaju, podataka.

## BitTorrent terminologija
- Leeches - Korisnici koji skidaju (downloadaju) datoteku ali ju ne dijele s ostalim korisnicima.
- Seed or seeder - Seeder je korisnik koji ima cijelu kopiju datoteke koja se skida.
- .torrent - tzv. usmjerivač / datoteka koja upućuje do datoteke koju se želi skinuti.
- Tracker - Server koji upravlja bittorrent procesom slanja datoteke.
- Swarm - Grupa korisnika koja istovremeno šalje (uploada) odnosno prima (downloada) istu datoteku.

## BitTorrent sites
- Bitgle - the bit torrent search engine  Arhivirana inačica izvorne stranice od 20. prosinca 2008. (Wayback Machine) powered by Google CSE